# Brian Tyler Cohen

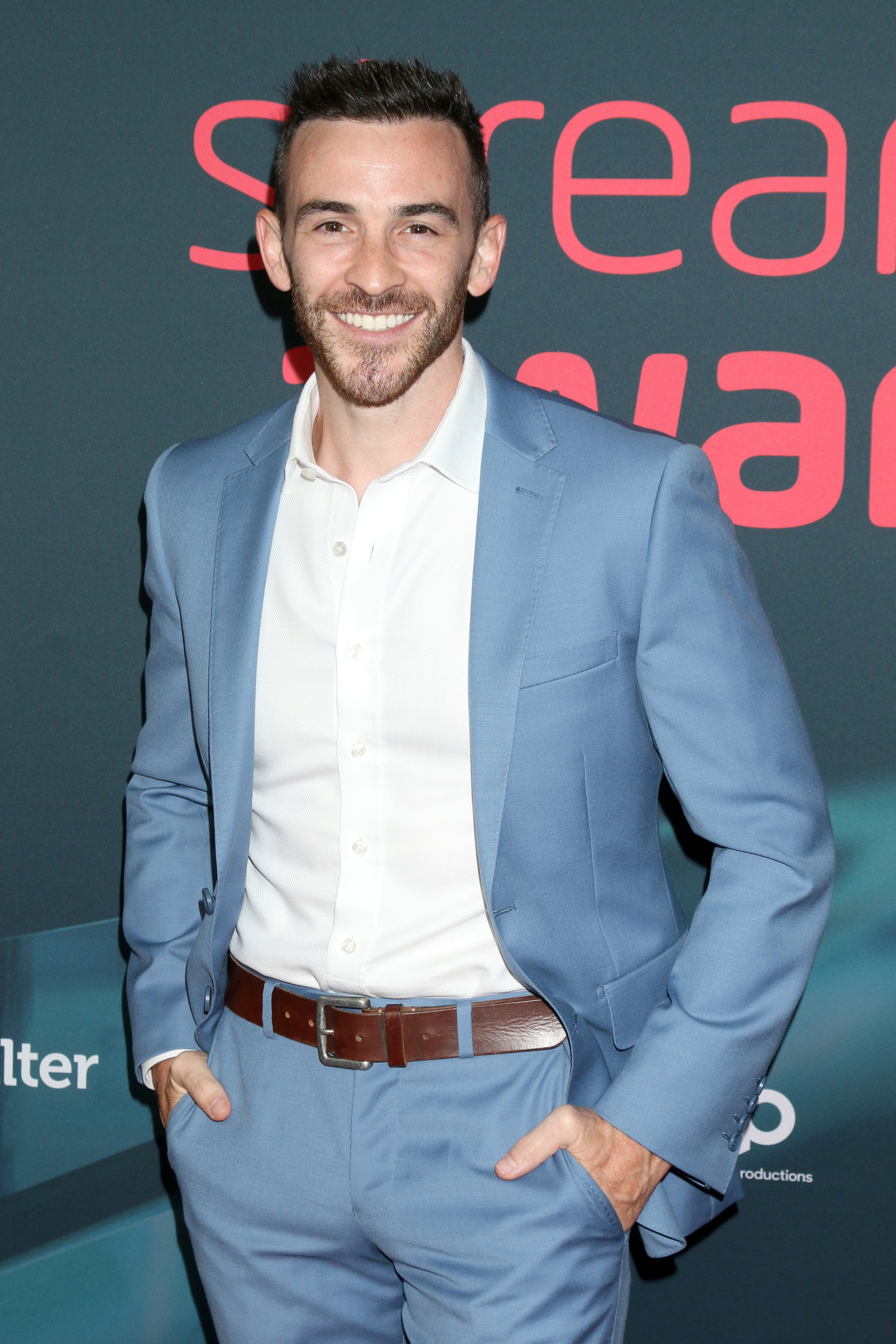
Brian Tyler Cohen (2023)

Brian Tyler Cohen (* 12. Januar 1989) ist ein US-amerikanischer YouTuber, Podcaster, politischer Kommentator, MSNBC-Mitarbeiter und Schauspieler. Er ist vor allem für seinen YouTube-Kanal mit dem Titel „Brian Tyler Cohen“ bekannt, auf dem er führende politische Persönlichkeiten interviewt, über Politik berichtet und wichtige Ereignisse, darunter Debatten und Wahlergebnisse, live überträgt. Sein Kanal hat ca. 4 Millionen Abonnenten und ca. 3,4 Milliarden Aufrufe (Stand am 21. März 2025). Er moderiert außerdem einen politischen Podcast namens No Lie with Brian Tyler Cohen.
Am 25. Februar 2022 interviewte Cohen als erster YouTube-Ersteller/Podcaster US-Präsident Joe Biden.

## Ausbildung
Cohen ist ein Absolvent der Lehigh University in Bethlehem, Pennsylvania. Er studierte erfolgreich die Fächer Englisch und Wirtschaft. Über verschiedene soziale Netzwerke schreibt er Beiträge über die US-amerikanische Politik und fungiert als Gastgeber in seinem eigenen Podcast No Lie with Brian Tyler Cohen, wo er über die aktuelle politische Lage berichtet und Interviews mit politischen Größen des Landes veröffentlicht. Des Weiteren ist er als Journalist bei der Washington Press tätig.

## Filmschauspieler
Seit 2012 ist er als Filmschauspieler tätig. Er begann mit Nebenrollen in Kurz- und Spielfilmen und übernahm einige Episodenrollen in verschiedenen US-amerikanischen Fernsehserien. 2015 hatte er im Kurzfilm Your Hands eine größere Filmrolle inne. Der Film wurde am 23. Mai 2015 auf dem Seattle International Film Festival uraufgeführt. 2016 übernahm er im Spielfilm Independents – War of the Worlds zwei Filmrollen: die eines Kampfjetpiloten und die des im Dienste der Vereinigten Staaten stehenden Computerspezialisten Ari. 2018 war er in insgesamt 13 Episoden der Fernsehserie New Dogs, Old Tricks in der Rolle des Jay zu sehen.
Filmografie (Auswahl)
- 2012: Holiday High School Reunion (Fernsehfilm)
- 2013: Dolphin Rape PSA (Kurzfilm)
- 2013: Ask a Slave (Fernsehserie, Episode 2x01)
- 2014: Dumbbells
- 2014: Math Bites (Fernsehserie, 4 Episoden, verschiedene Rollen)
- 2014: Week Night Stands (Kurzfilm)
- 2015: Switched at Birth (Fernsehserie, Episode 4x03)
- 2015: Your Hands (Kurzfilm)
- 2015: Lethal Seduction
- 2016: Submerged
- 2016: Independents – War of the Worlds (Independents’ Day)
- 2016: Knucklebones
- 2016: Do Over
- 2016: What Happened Last Night
- 2018: New Dogs, Old Tricks (Fernsehserie, 13 Episoden)
- 2021: Blue Call
- 2021: Magic in Mount Holly

## Politischer Kommentator
Im Oktober 2018 begann Cohen, auf seinem YouTube-Kanal politische Inhalte zu veröffentlichen, die sich hauptsächlich mit der nationalen Politik befassen. Später startete Cohen seinen ersten Podcast, No Lie, mitten in der COVID-19-Pandemie im Juni 2020. Cohen hat seitdem mehrere verschiedene Shows auf seinem Kanal erstellt und gemeinsam mit dem Stimmrechtsanwalt und Democracy Docket-Gründer Marc Elias und dem ehemaligen Bundesanwalt Glenn Kirschner moderiert.
Cohen moderierte nicht nur seine Podcasts und erstellte YouTube-Videos, sondern war auch Redner bei Netroots Nation, bei Collision und beim Web Summit in Lissabon. Vor dem Start seiner Sendung hatte er gelegentlich Beiträge für die Huffington Post verfasst.
Am 22. Juni 2023 gab MSNBC bekannt, dass Cohen dem Netzwerk als politischer Mitarbeiter beitreten werde. Cohen gab am 20. Juli 2023 sein landesweites Fernsehdebüt als MSNBC-Mitarbeiter bei The ReidOut.

## Podcast

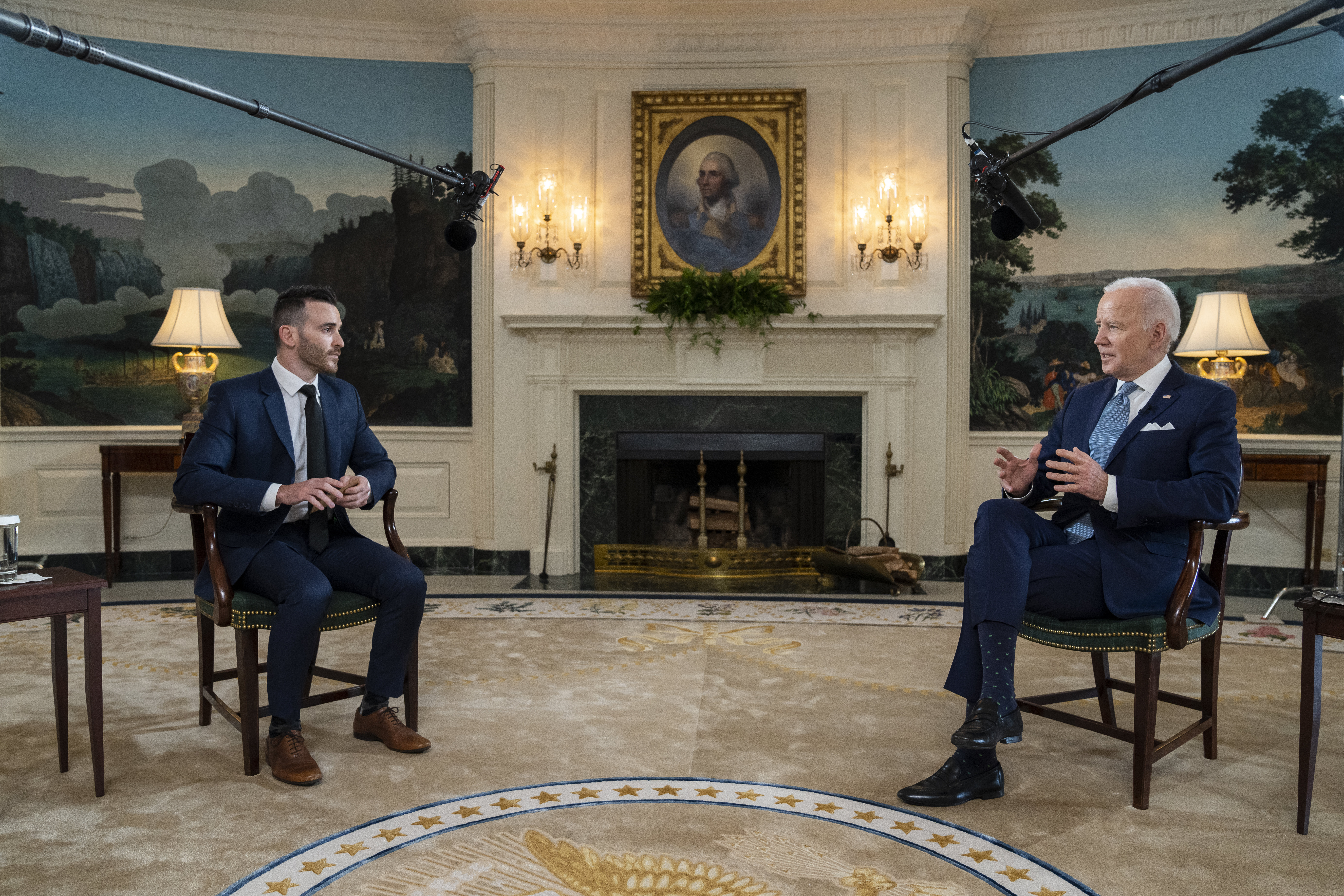
Präsident Joe Biden wird am 25. Februar 2022 von Brian Tyler Cohen interviewt

Zu den Gästen, die bei No Lie with Brian Tyler Cohen aufgetreten sind, gehören:
- Stacey Abrams
- Joe Biden
- Cory Booker
- Pete Buttigieg[4][16]
- Chris Cuomo
- Jeff Daniels[17]
- John Fetterman[18]
- Al Franken[19]
- Kamala Harris[16]
- Adam Kinzinger
- Ron Klain
- Amy Klobuchar
- Jon Lovett
- Gavin Newsom
- Beto O’Rourke
- Nancy Pelosi
- Dan Pfeiffer
- Katie Porter[16]
- Jen Psaki[16]
- Jamie Raskin[20][16]
- Tim Ryan
- Bernie Sanders[16]
- Adam Schiff
- Chuck Schumer
- Eric Swalwell
- Kara Swisher
- Mary L. Trump
- Elizabeth Warren[16]
- Bradley Whitford
- Gretchen Whitmer

## Buch
Am 13. August 2024 wurde Cohens Debütbuch Shameless: Republicans' Deliberate Dysfunction and the Battle to Preserve Democracy (Die absichtliche Fehlfunktion der Republikaner und der Kampf um den Erhalt der Demokratie) vom Flaggschiff-Imprint Harper von HarperCollins veröffentlicht. Darin beschreibt er seine Einschätzung des aktuellen Zustands der Republikanischen Partei und was die Demokratische Partei und alle, die die Demokratie schützen wollen, dagegen tun sollten. Das Buch debütierte in der Woche bis zum 17. August 2024 auf Platz 1 der Sachbuch-Bestsellerliste der New York Times und hielt sich drei Wochen lang auf dieser Liste.